# 蔡镜源
蔡镜源（1987年1月1日—），是一名已退役中国足球运动员。

## 俱乐部生涯
蔡镜源早期在广州日之泉梯队接受职业足球训练，2004年夏季，根据广州市足协和英国布里斯托尔菲尔顿学院合作协议，他前往布里斯托尔受训，之后加入布里斯托尔流浪者梯队。由于未能获得劳工证，蔡镜源在英国未能踢上职业足球，只能留在菲尔顿学院继续学习。2010年，蔡镜源回到广州参加2010年亚洲运动会的筹备工作，并加入业余球队参加业余足球联赛。
2012年，蔡镜源前往东莞南城试训，但最终选择加入广东日之泉，担任球队翻译。2013年1月，他在澳门足总注册，代表關帝文化参加澳門甲組足球聯賽。但并没有出场。他被列入广东日之泉参加2013年中国足球甲级联赛的球员名单，兼任球队翻译，在该赛季主要是在预备队联赛出场。4月24日，他在2013年中国足协杯第二轮广东日之泉2比0击败沈阳东进的比赛中首发并踢满全场，上演职业生涯的首秀。8月17日，由于球队遭遇前锋荒，他得到首次联赛出场机会，并在比赛中射进职业生涯的首个进球，帮助广东日之泉客场2比2逼平石家庄永昌骏豪，结束三连败。
2015年初，蔡镜源在广东日之泉解散后与吴伟安一同转会到深圳宇恒。